# كوجي أوغاتا
كوجي أوغاتا هو لاعب كاراتيه ياباني، ولد في 21 أكتوبر 1968 في كيوتو في اليابان.